# Ciudad episcopal de Albi
La ciudad episcopal de Albi está formada por el conjunto arquitectónico esencialmente medieval ubicado en la localidad de Albi, Francia. Su construcción está marcada por el uso de ladrillos de terracota roja.
El antiguo poderío político y económico de los obispos de Albi se refleja en los dos elementos principales, la catedral de Santa Cecilia y el palacio de la Berbie. Firme bastión católico frente al catarismo y al protestantismo, la ciudad experimentó, sin embargo, el contrapoder burgués, cuya presencia se atestigua por las notables mansiones privadas existentes.

## Descripción
La ciudad episcopal, situada en la margen izquierda del río Tarn,  se corresponde al antiguo centro histórico de Albi. Sus límites son los distritos de Castelviel, Castelnau, la localidad de Saint-Salvy y Combes. También se incluyen las dos orillas del Tarn, entre el Puente Viejo incluido y el puente del ferrocarril excluido. Una zona de amortiguamiento, que también se conserva, rodea la zona clasificada y el patrimonio. El color dominante del paisaje urbano es la gama de rosas-ocres-rojos del ladrillo foráneo y de la teja romana. Su probable uso generalizado, entre 1220 y 1240, propició una unidad de color, material y estilo arquitectónico, salpicada por algunos elementos de piedra y numerosas casas de madera.
Dentro del conjunto, predomina la catedral Santa Cecilia, centro de la zona, e incluye otras construcciones como el Palacio de la Berbie (sede del museo Toulouse-Lautrec), la colegiata San Salvio y su claustro adyacente, el antiguo puente que data del siglo XII, y los jardines aterrazados de la orilla norte del Tarn. En las casas de la zona catalogada hay muchos ejemplos de construcciones de madera. Los edificios más recientes han abandonado la estructura de madera, pero en ambos casos domina el ladrillo rojo y confiere una notable singularidad al conjunto.
Situada a orillas del Tarn, la antigua ciudad de Albi, en el suroeste de Francia, refleja el florecimiento de un conjunto arquitectónico y urbano medieval como lo atestiguan todavía hoy el Puente Viejo, el burgo de San Salvio y su iglesia del siglo X-XI. En el siglo XIII, la ciudad se transforma en una poderosa ciudad episcopal tras la cruzada contra los albigenses. En un original estilo gótico meridional basado en ladrillos foráneos de tonos rojos y naranjas fabricados localmente, la catedral fortificada que domina la ciudad (siglo XIII) ilustra el poder reencontrado del clero romano. Lo completa el vasto palacio episcopal de La Berbie, que domina el río, rodeado de zonas residenciales que datan de la Edad Media. La ciudad episcopal de Albi forma un conjunto coherente y homogéneo de monumentos y barrios que no ha sufrido grandes cambios a lo largo de los siglos.

## Historia
La historia del centro histórico de Albi está delimitada por cuatro fases principales: la antigua ciudad fundada por los rutenios, la ampliación en la Edad Media con lo más destacado, la construcción de la catedral y el palacio episcopal, el Renacimiento albigense y los desarrollos del siglo XIX.

### Orígenes de Albi
El lugar del barrio de Castelviel comenzó a ser ocupado en época prehistórica: el promontorio rocoso que domina la llanura del Tarn ofrecía un lugar privilegiado para el asentamiento de un oppidum. Fue durante la época celta y luego galorromana cuando se estructuró el hábitat. Sin embargo, la ausencia de termas, de teatro, de templo, demuestra que las viviendas permanentes y las calles empedradas sólo pertenecían a un gran burgo.
Desde el siglo IV, el lugar se convirtió en la sede de una civitas y un obispado. Este papel religioso le da importancia política a la ciudad. El lugar se fortifica ante las amenazas de la Alta Edad Media y el liderazgo dual (político y religioso) continúa. Un escrito del siglo VIII describe Albi como un oppidum, mientras que Cahors y Rodez son ya ciudades. Los límites de la ciudad en aquella época se circunscribían a los del oppidum de Castelviel  (urbes)

### La Edad Media
La ciudad medieval comenzó a rebasar sus límites durante la construcción de la Colegiata de San Salvio de Albi. Alrededor de la iglesia se creó un pueblo en el siglo X. El poder episcopal creció entonces y se convirtió en un verdadero oponente de la poderosa familia señorial de Trencavel que permanecía en Castelviel, en cuyo extremo se situaba su castillo feudal.
En el siglo XI se construyó el antiguo puente que favoreció los intercambios comerciales en la carretera de Quercy y Rouergue hacia Toulouse y Montpellier. Más allá del río, comenzó a construirse el barrio de la Magdalena, entonces llamado Lo Cap del Pont, "la cabeza del puente", en español. El peaje del puente genera ingresos financieros y ayuda al desarrollo económico: Albi es la encrucijada comercial entre Cahors y el Mediterráneo, y entre Toulouse y Rodez-Lyon.
En 1180, una muralla agrupó la ciudad antigua, el burgo de San Salvio y los suburbios situados entre la ciudad y el río. El extremo occidental de Castelviel sigue siendo la sede del poder político. El lugar rebautizado como Castelnau por la afrancesación de su nombre, aloja durante sus estancias al vizconde de Trencavel, vizconde de los albigenses.
En el siglo XII, el catarismo se desarrolló hasta el punto de inquietar al Papado. La Iglesia católica recuperó su preeminencia con la Cruzada albigense. La ciudad quedó poco afectada, bien controlada por su obispo, pero los alrededores de Gaillac, Lavaur y Puylaurens sufrieron saqueos, masacres y la destrucción de cosechas. Una vez restablecida la paz, los obispos se protegieron de la ciudad construyendo el Palacio de la Berbie en las afueras de Castelviel. La construcción de la catedral Santa Cecilia, decidida por Bernard de Castanet, desplazó el centro neurálgico de la ciudad hacia el este. En el siglo XIII, después de la cruzada albigense, la ciudad se transformó en una poderosa ciudad episcopal donde la Iglesia católica romana ejercía su poder.

Así pues, la ciudad episcopal de Albi está particularmente marcada por la huella de sus obispos. Desde el final del catarismo, el Languedoc se reencuentra con la corona de Francia; el poder temporal se vuelve mucho más distante con el derrocado Trencavel. El obispo de Albi conserva una autonomía muy importante: sólo debe cuentas a Roma y al Papa. Esta libertad le permite liberarse, en particular, de los estilos arquitectónicos en boga en el norte de Francia. El ladrillo foráneo se hace omnipresente y se convierte en un prototipo de la arquitectura gótica meridional de la época.

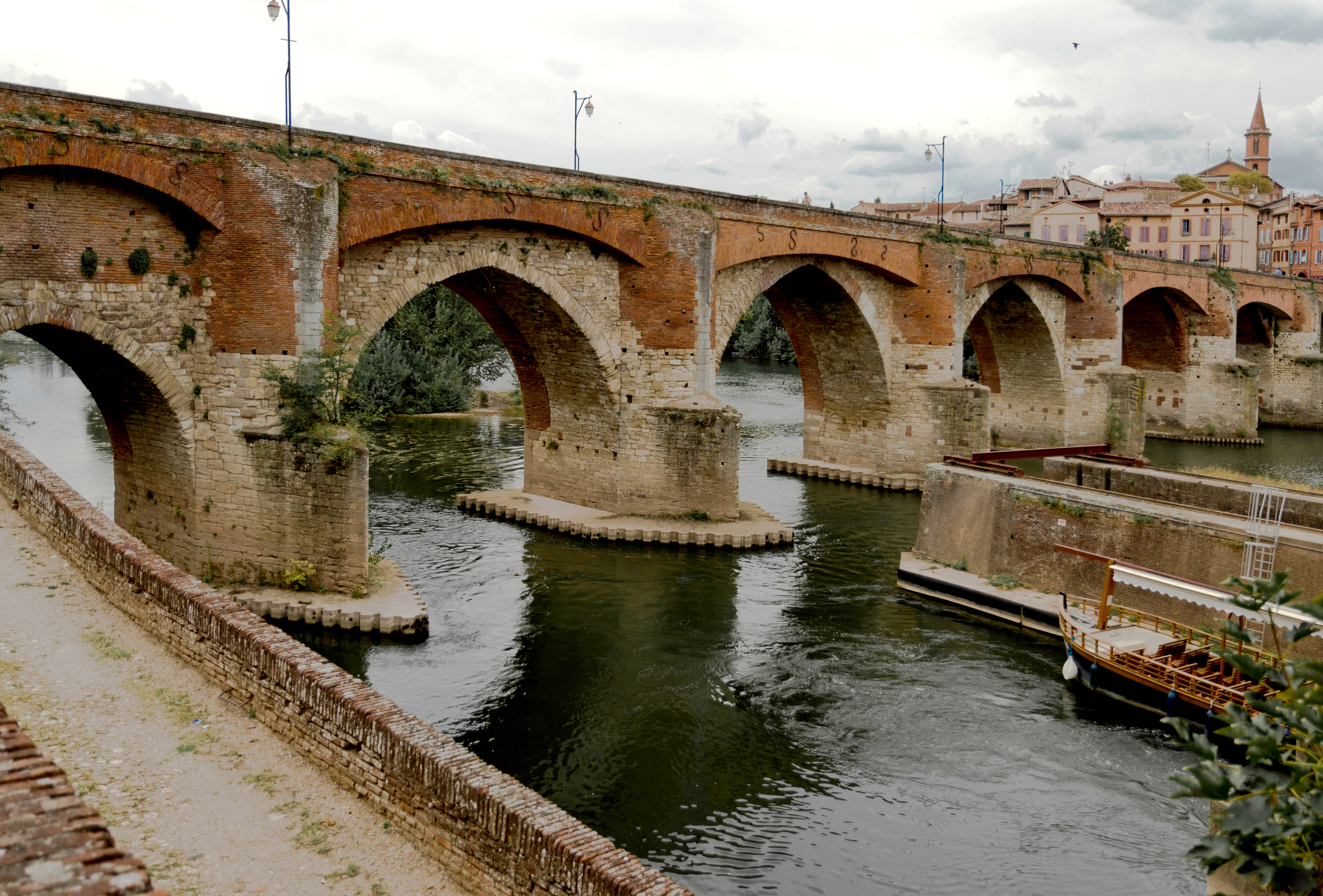
Puente viejo: ha conservado huellas de sus numerosas modificaciones.
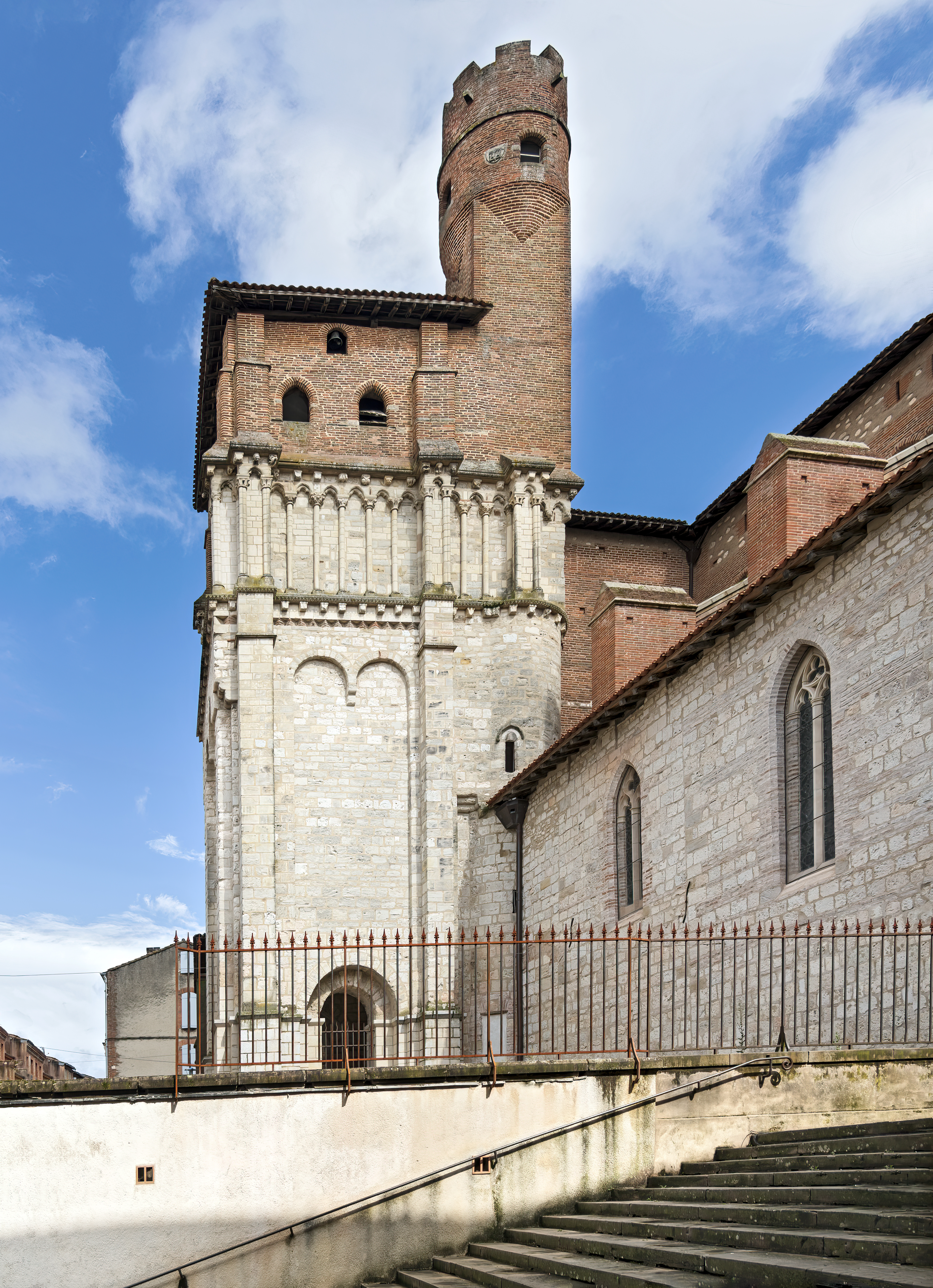
Campanario de la colegiata de San Salvio, iniciado en piedra y rematado en ladrillo.
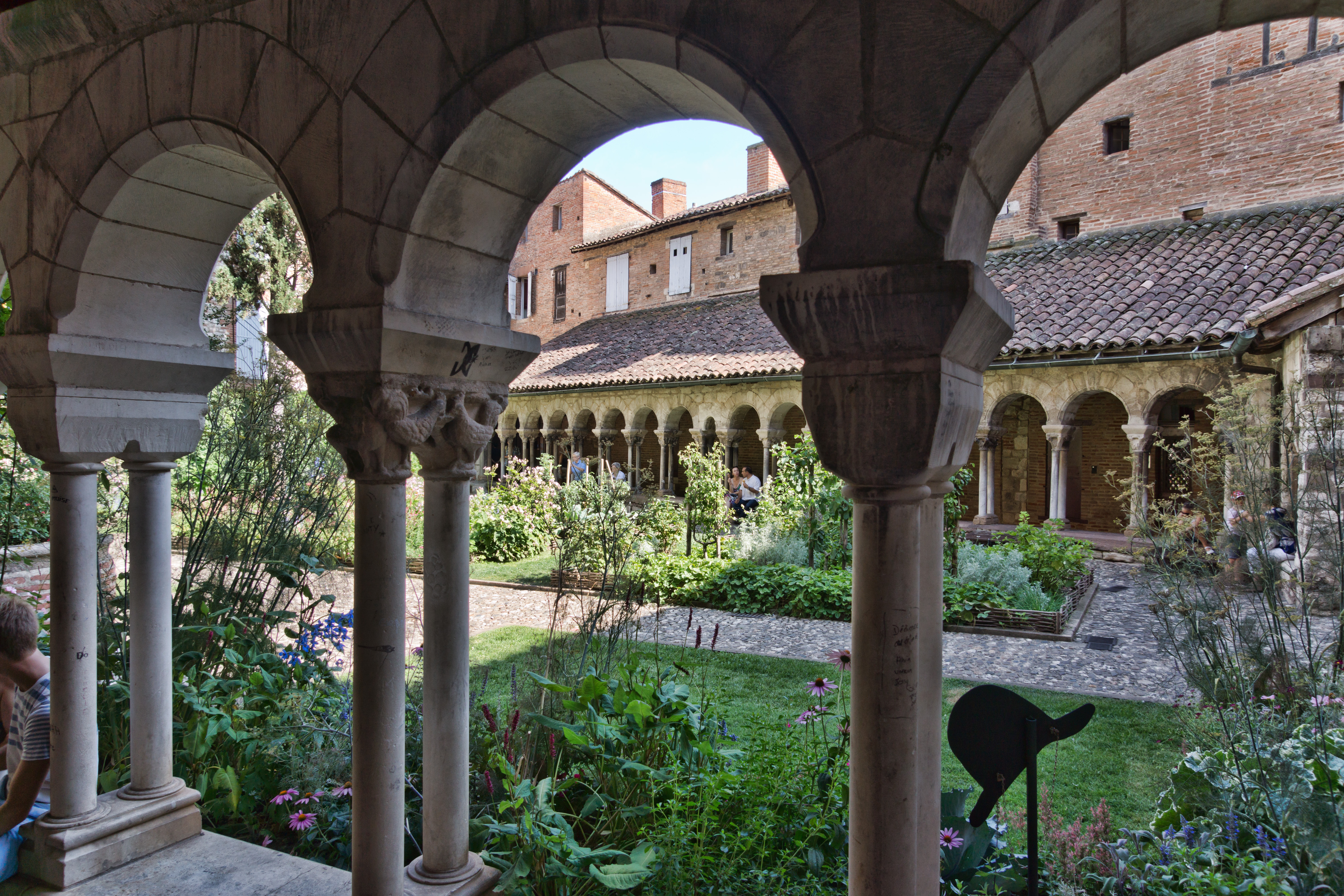
Claustro de San Salvio.
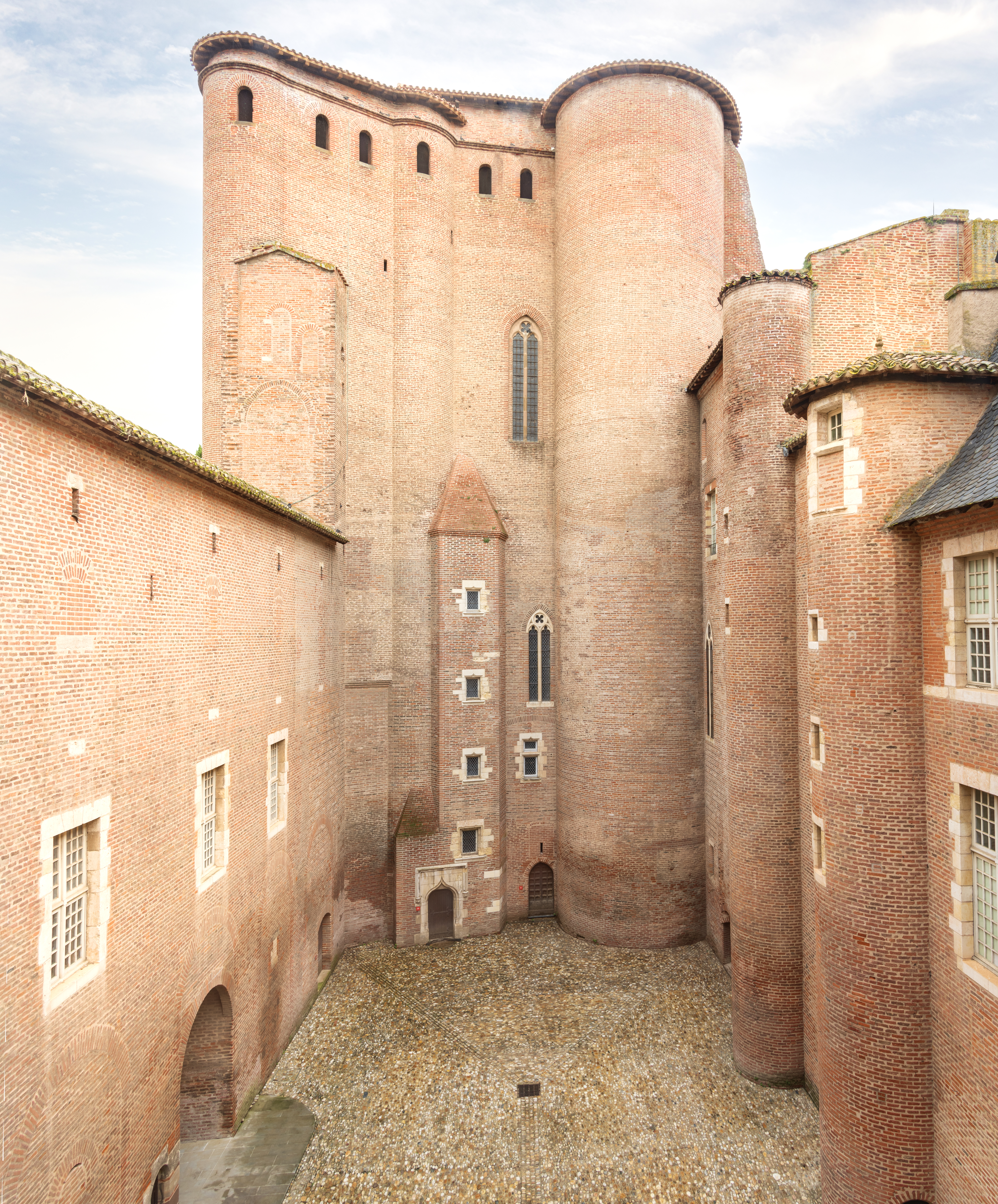
Patio central del Palacio de la Berbie, parte poco transformada.
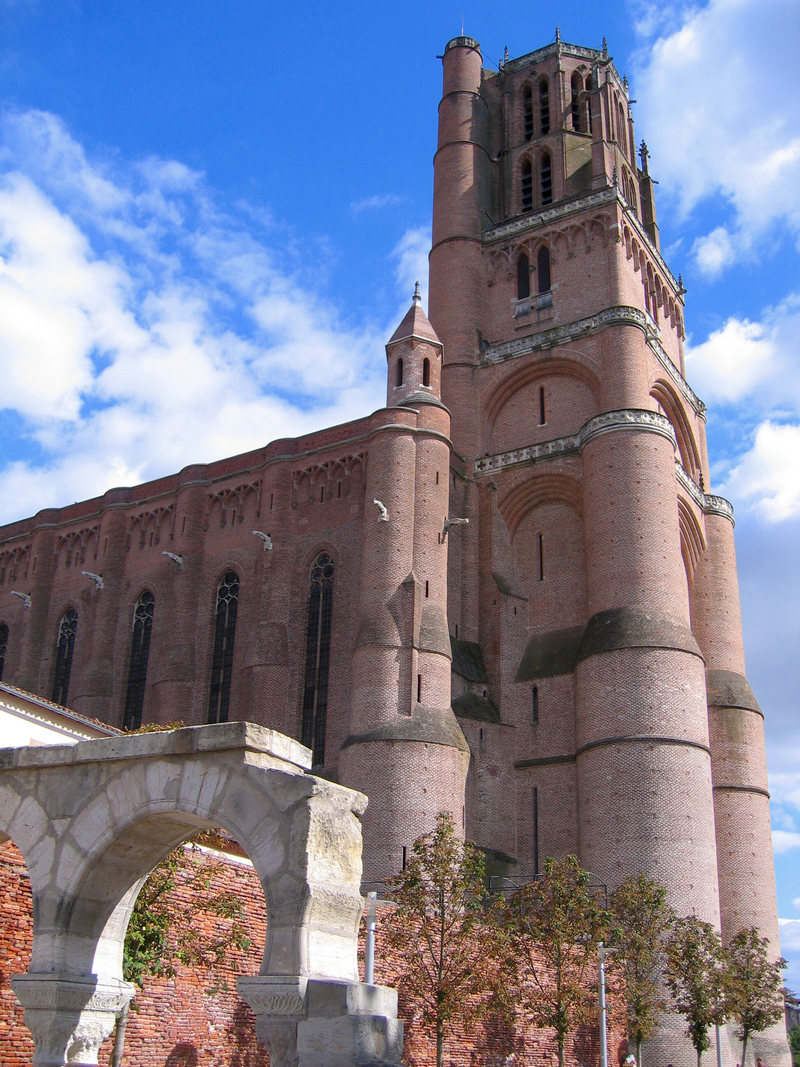
Catedral. En primer plano, unos arcos, restos del claustro de la antigua catedral derribada en el siglo XIII.

### El renacimiento albigense
Luis I de Amboise fue nombrado obispo de Albi en 1475. Cercano al rey Luis XI, rico y amante del arte, transformó la fortaleza de Berbie en un palacio renacentista: se nivelan las murallas del Tarn en el patio de armas transformado en un jardín para pasear y se rebajan parte de las altas torres de la torre del homenaje. Las alas que dan a la ciudad fueron habilitadas y reconstruidas con grandes vanos y un tejado de pizarra.
La catedral está equipada con una mampara de piedra finamente tallada y la entrada está rematada con un dosel de piedra que contrasta con el trabajo de ladrillo. Para ello atrajo escultores, probablemente del centro de Francia y cercanos a Michel Colombe. El muro interior contiguo al campanario tiene un gran cuadro del Juicio final.
Luis II de Amboise, sobrino de Luis I, le sucedió en la sede episcopal en 1502. Atrajo pintores italianos a quienes debemos la decoración de las bóvedas de la catedral.
Al mismo tiempo, la cultura del pastel enriqueció a una burguesía que hizo construir espléndidas mansiones privadas: hoteles en Reynes, Gorsse, Séré de Rivières, Saunal, Maison Enjalbert.

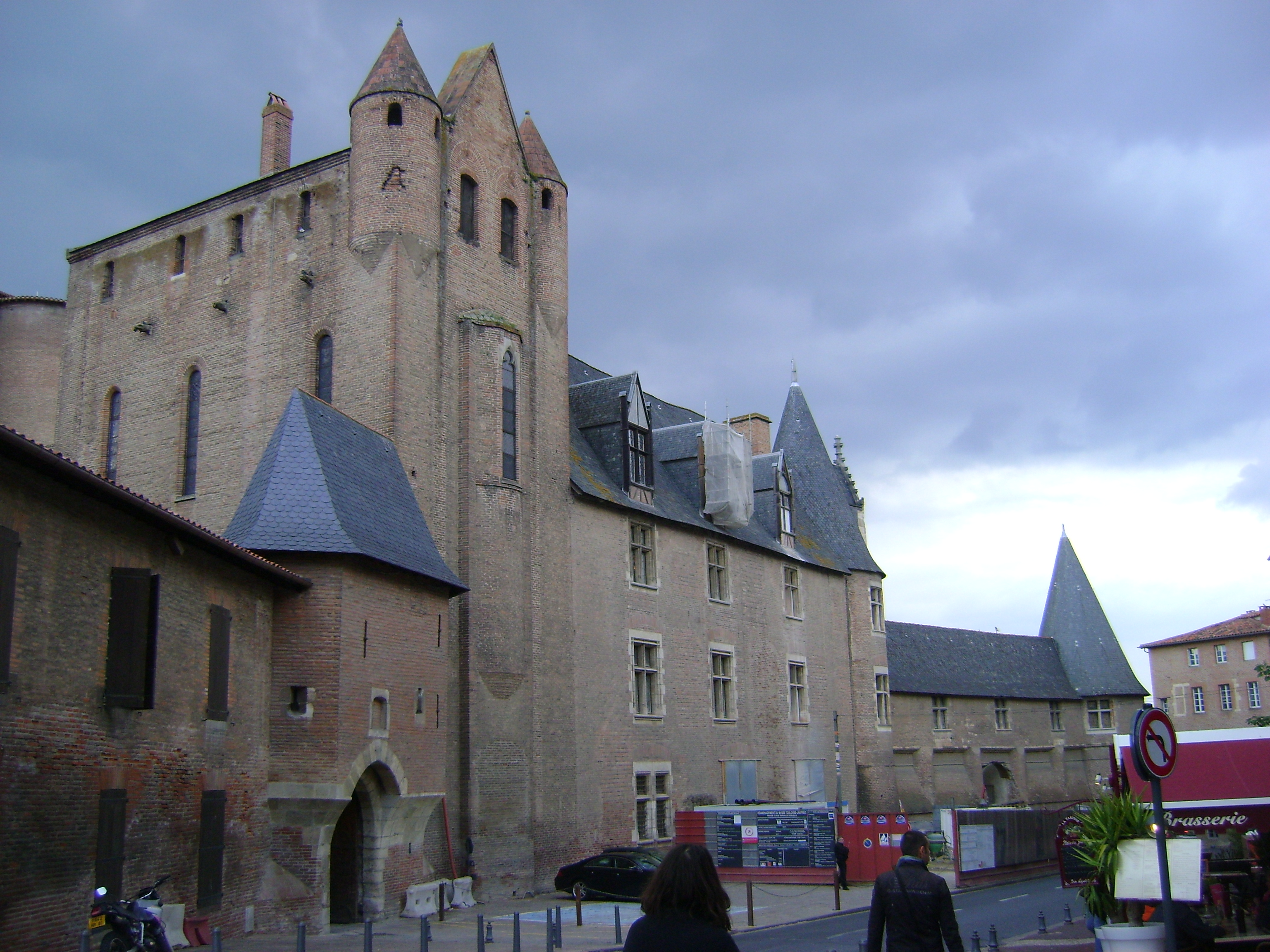
Ala renacentista del Palacio de la Berbie.
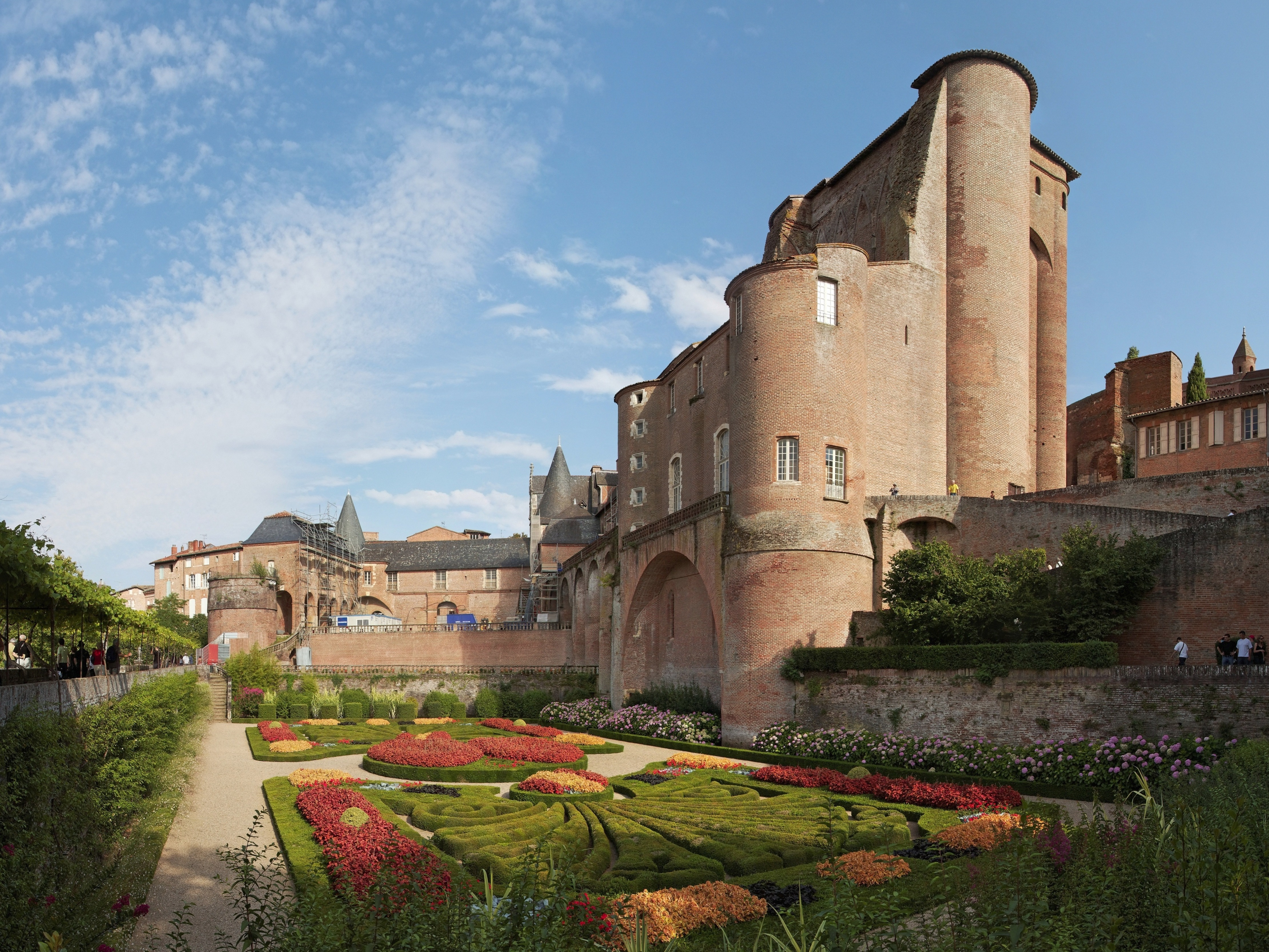
Jardín y torres acortadas del Palacio Berbie.
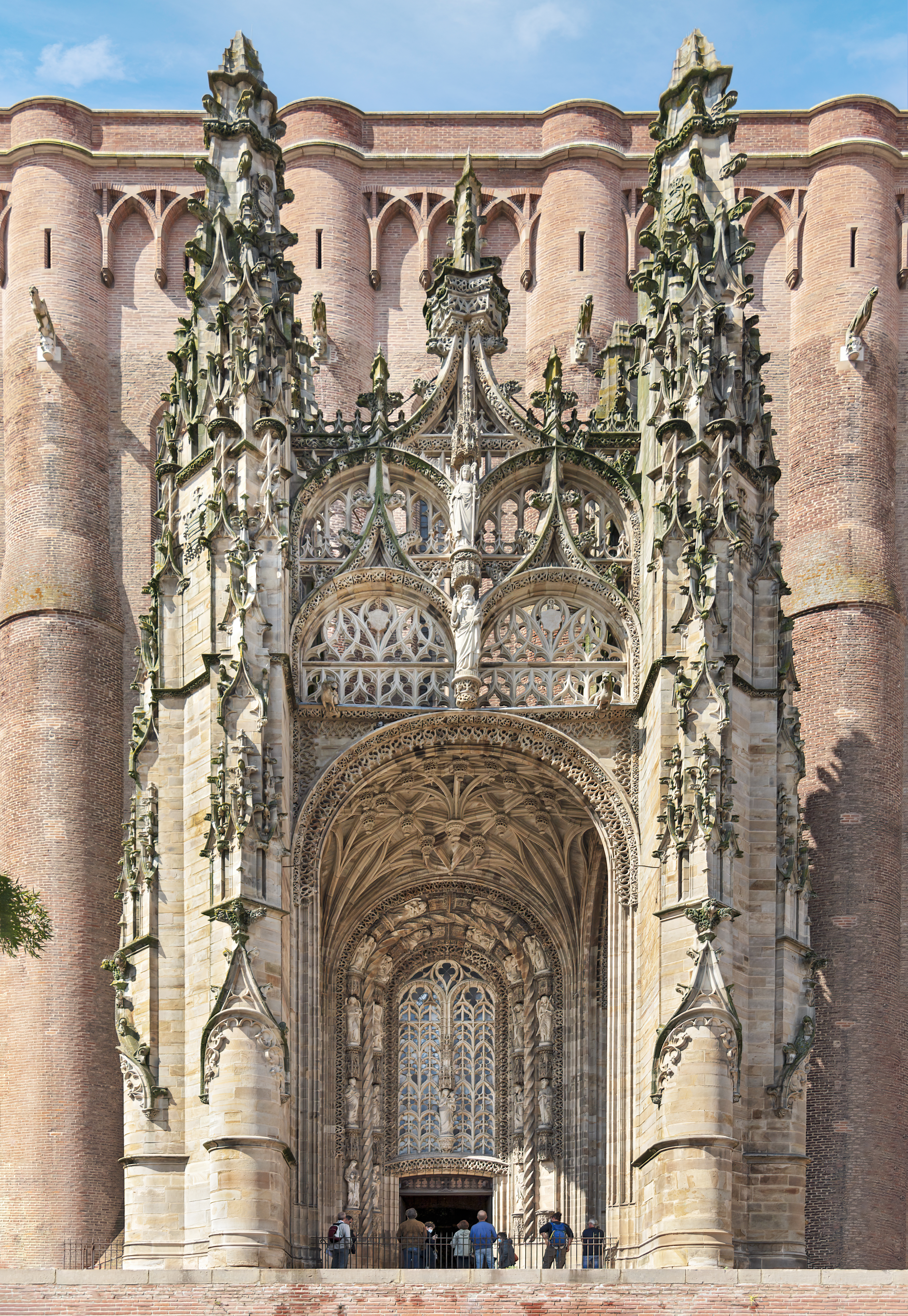
Portal gótico.
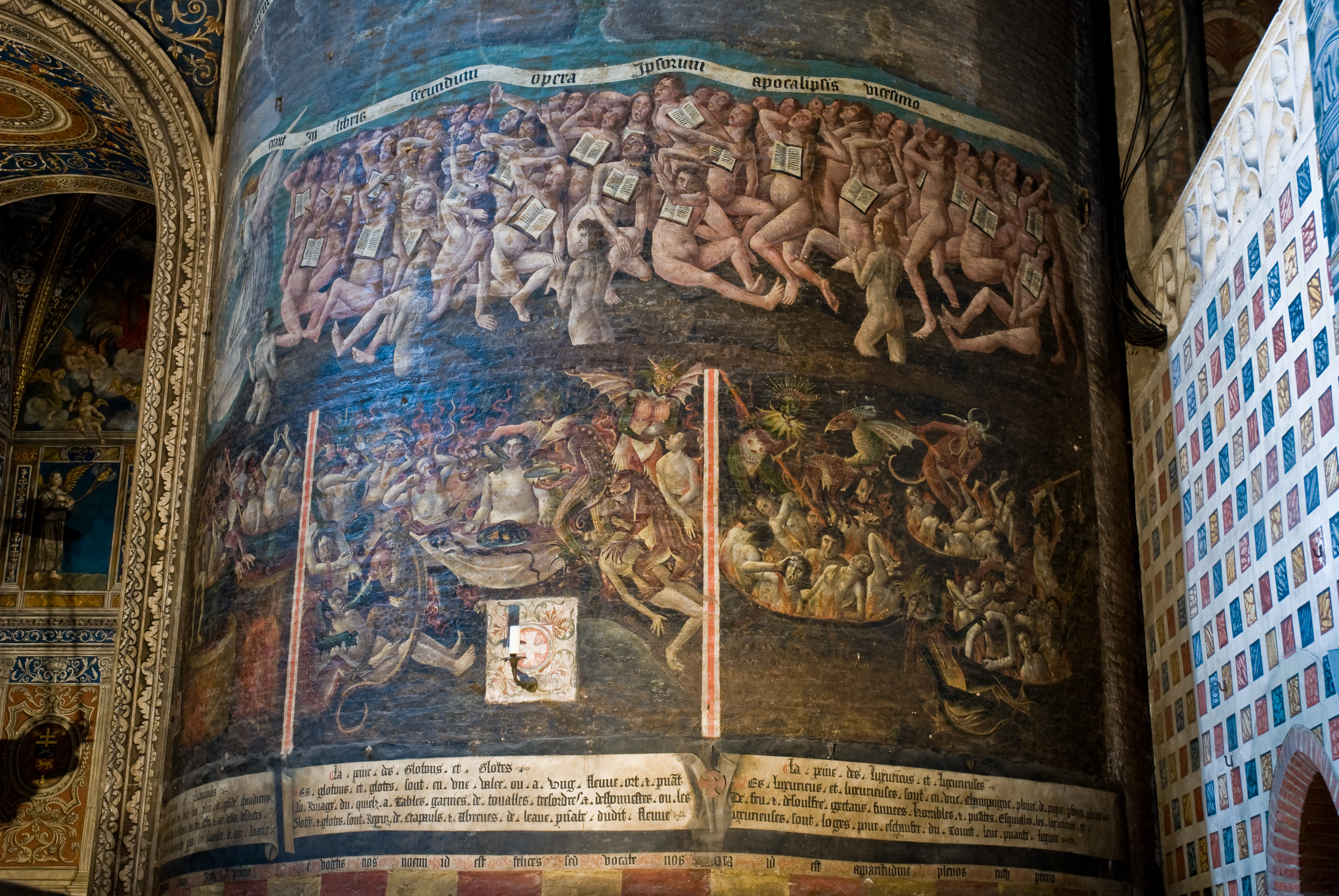
Fresco del Juicio final.
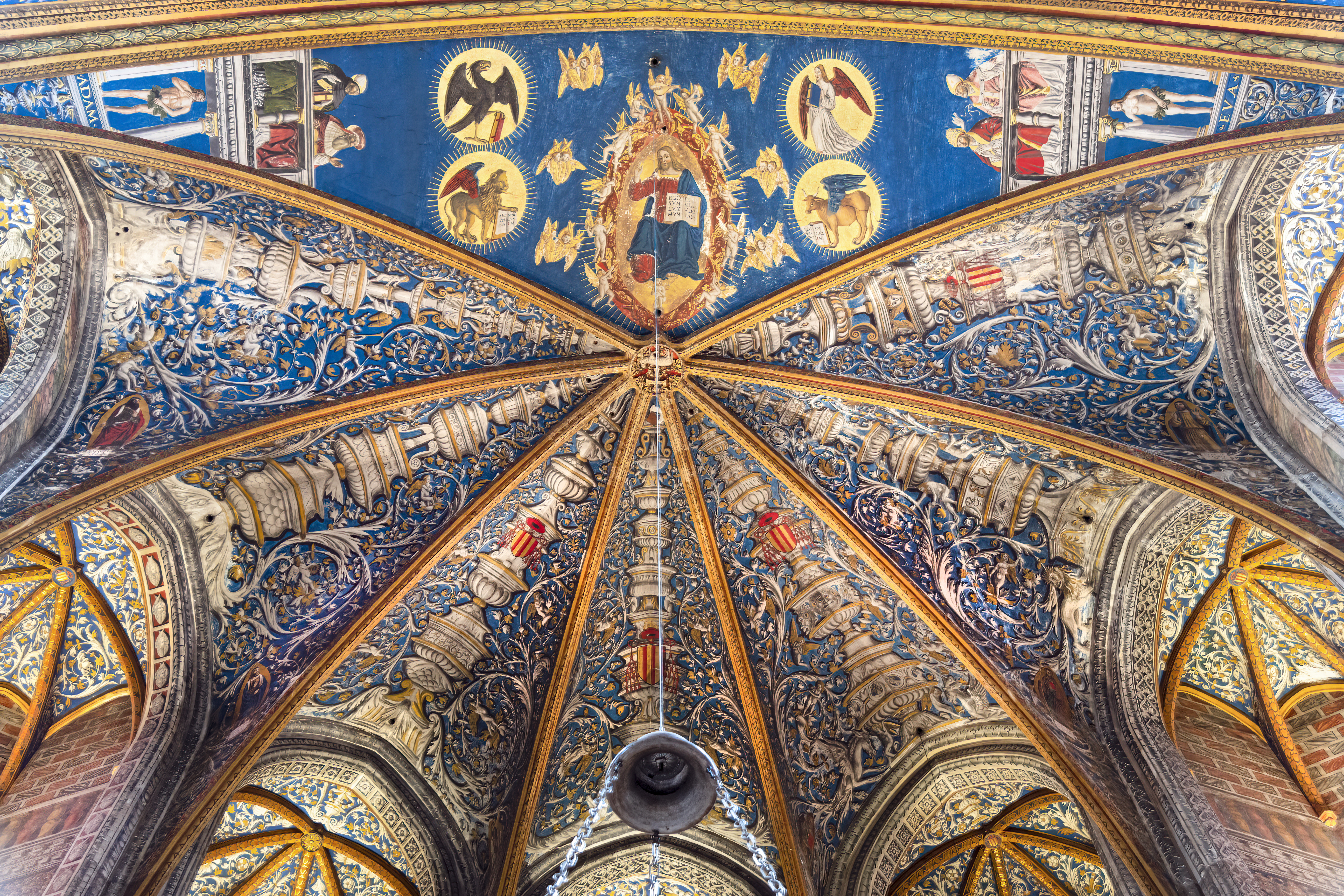
Techo del coro
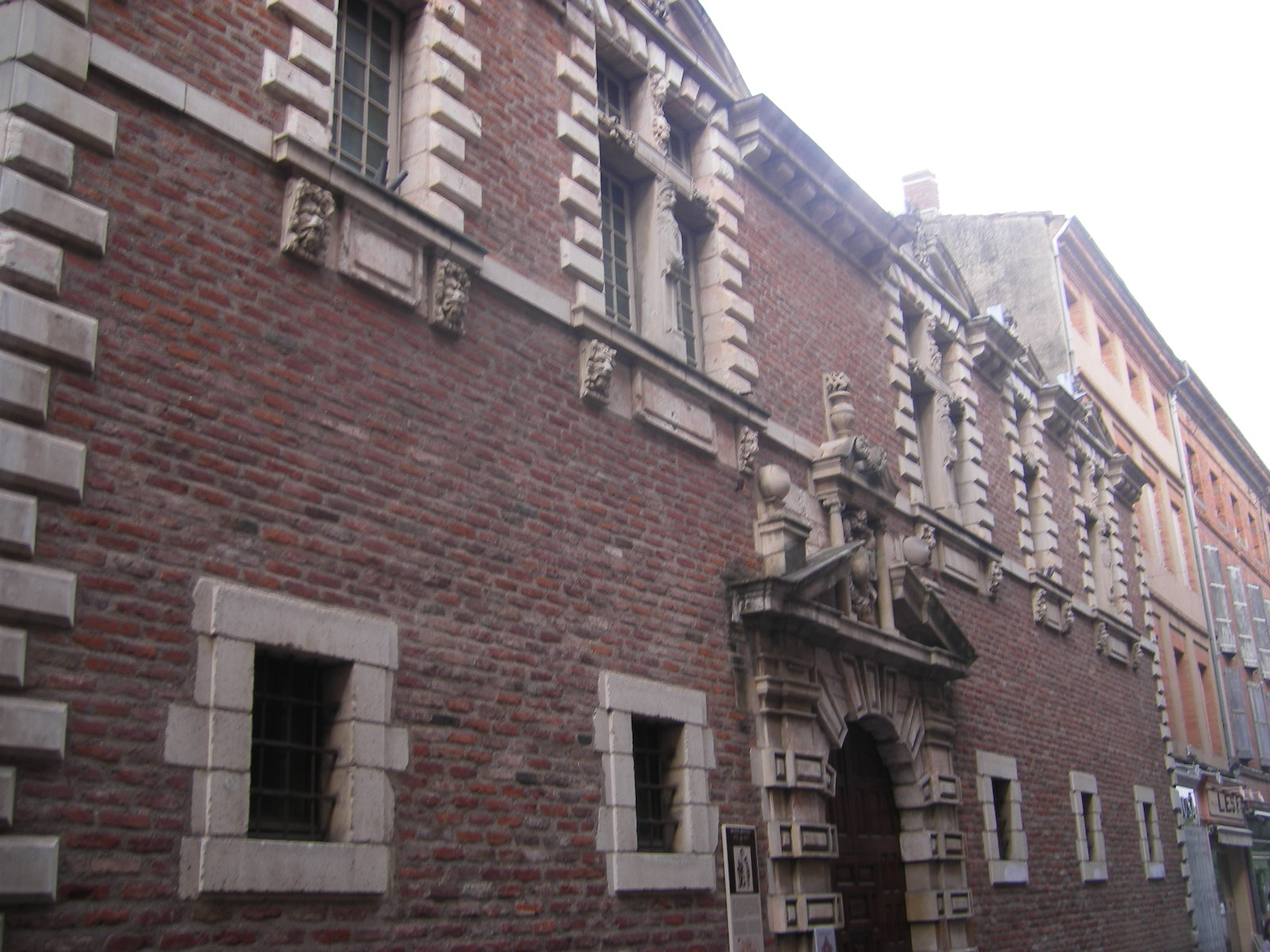
Fachada del Hôtel de Reynès.

### Demolición de las murallas y ampliación de la ciudad
En 1760, el ingeniero Laroche se encargó de construir la carretera Toulouse - Rodez que pasaba por Albi, donde se alojaba. El paso de esta vía principal por la ciudad se abandona rápidamente, ya que la estrechez de las calles no permite mucho tráfico. Finalmente, las murallas, que habían estado en desuso durante mucho tiempo y cuyo mantenimiento era costoso, fueron demolidas y la carretera pasó por las listas completadas. Al llegar a la orilla del río Tarn, se abre una calle en los barrios antiguos para conducir al Puente Viejo, a la espera de la construcción de un nuevo puente. Está prevista la demolición del antiguo puente y ya se han derribado las casas que lo dominan. El arzobispo Choiseul financia una calle que va desde el Palacio Berbie hasta el famoso puente. Esta calle llevará su nombre en su honor, «quai Choiseul». Laroche presenta un notable plan de Albi para ilustrar sus proyectos. Sin embargo, no pudo realizar su obra y la Revolución francesa congeló las obras por un tiempo.
Jean-François Mariès, ingeniero jubilado, viene a disfrutar de la dulzura de Albi, su ciudad natal, durante su vejez. Se hace cargo de los proyectos de Laroche y desarrolla el centro de la ciudad: extiende la plaza hacia la catedral, permitiendo una vista más amplia del edificio. Las antiguas casas anejas a la catedral y la antigua plaza con sus soportales quedaron destruidas. Las fachadas que dan a la catedral tienen fachadas neoclásicas. También se proyectan tres calles rectas que parten de esta plaza, hacia el sureste, este y noreste, conectando el centro histórico con la vía principal. En esta vía, la Place du Vigan se convierte en el nuevo centro neurálgico de la ciudad y el urbanismo planificado caracteriza los suburbios construidos alrededor de la ciudad medieval. En las calles abiertas conviven antiguas fachadas con entramado de madera y fachadas neoclásicas.
César Daly emprendió la restauración de la catedral en 1845 y dimitió, misión cumplida en 1877. Los defectos de impermeabilización del tejado amenazan la pintura de la bóveda. Supervisa la restauración del tejado y lo modifica. Los tejados que sobresalen de los muros, como en muchos edificios, están acortados, los muros están elevados siete metros y tienen una cornisa decorada con una bóveda. Ocultan el techo a la vista de los visitantes. Los contrafuertes circulares están equipados con pináculos, pero las protestas de los residentes provocaron que todos menos tres fueran desmantelados.
En 1903-1905 se construyó un mercado cubierto triangular, al estilo del pabellón Baltard. Durante las excavaciones realizadas en esta ocasión se sacaron a la luz talleres de alfarería muy antiguos y se destruyeron casas muy antiguas.

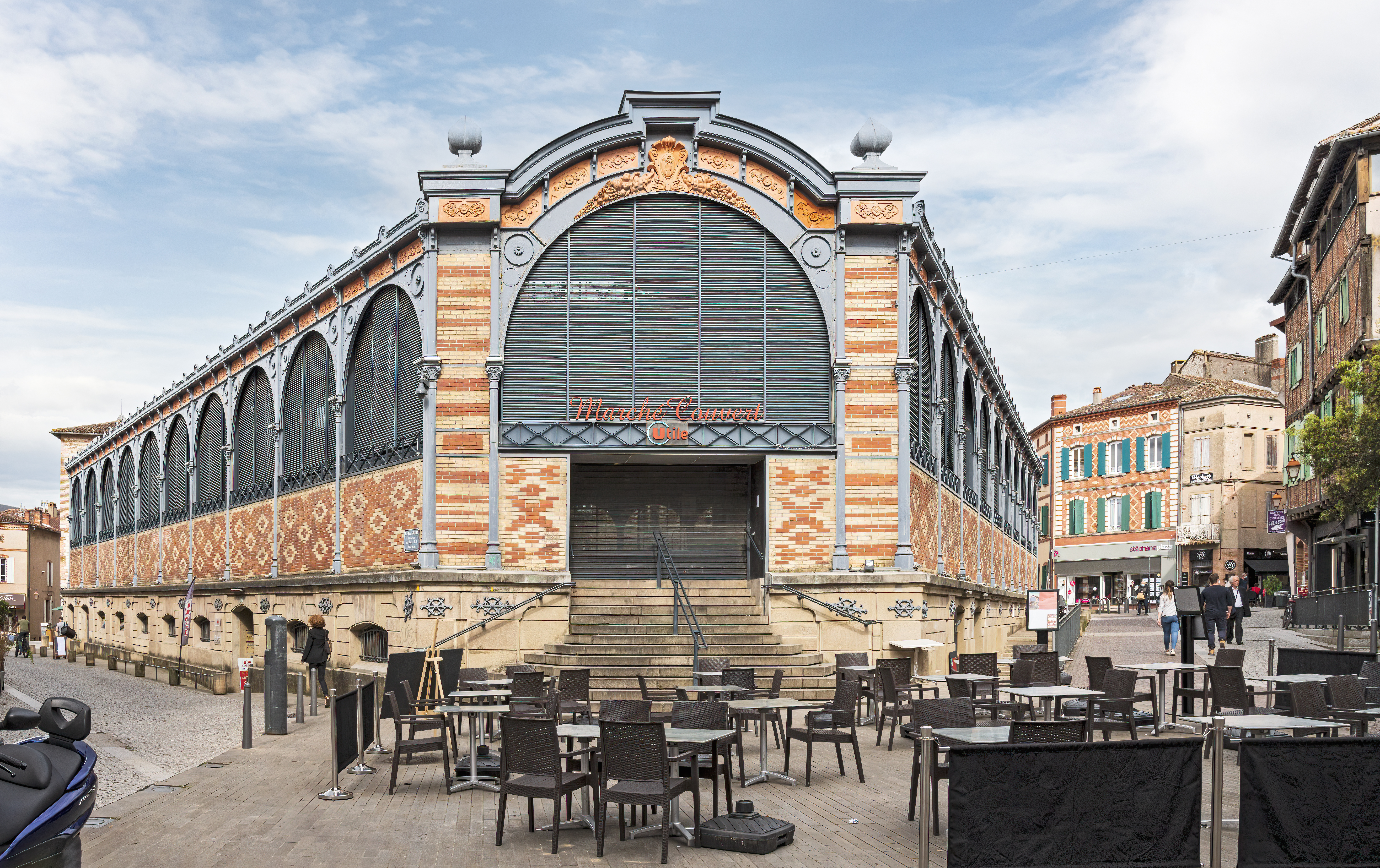
El mercado cubierto.
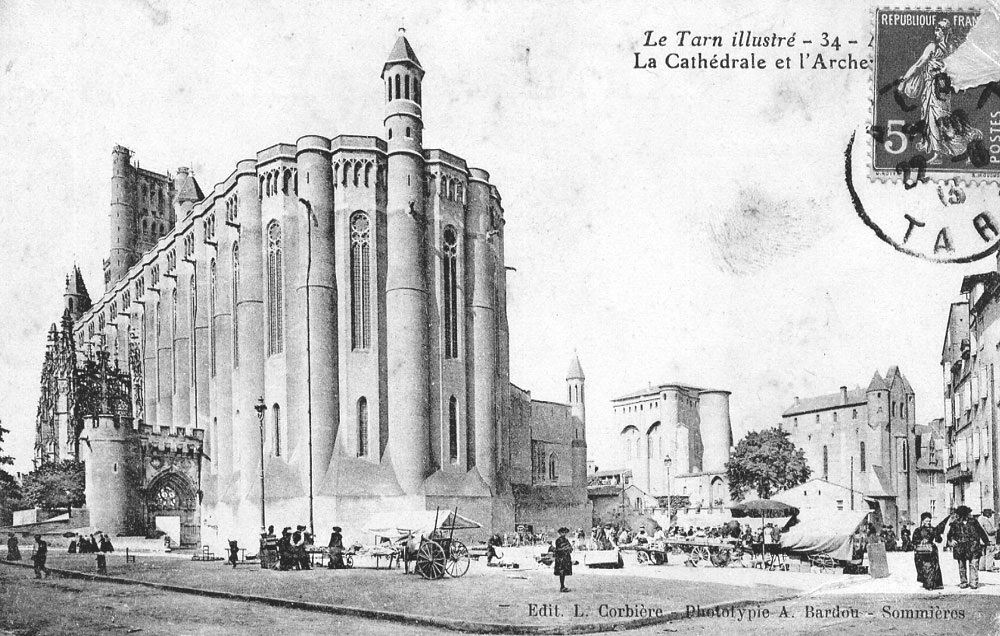
Tarjeta postal de 1913.
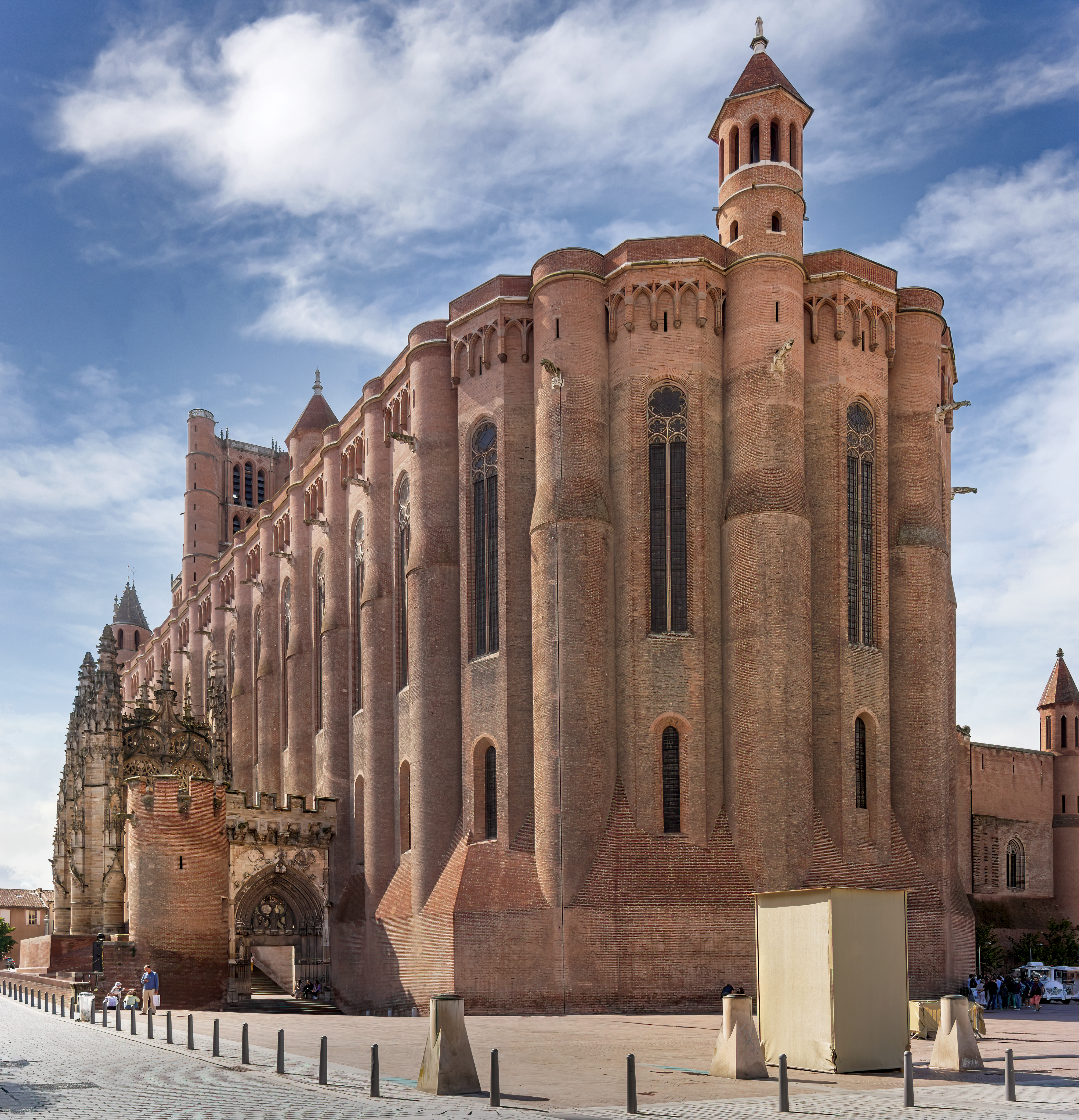
La adición en la parte superior de las paredes es visible en el color de los ladrillos.
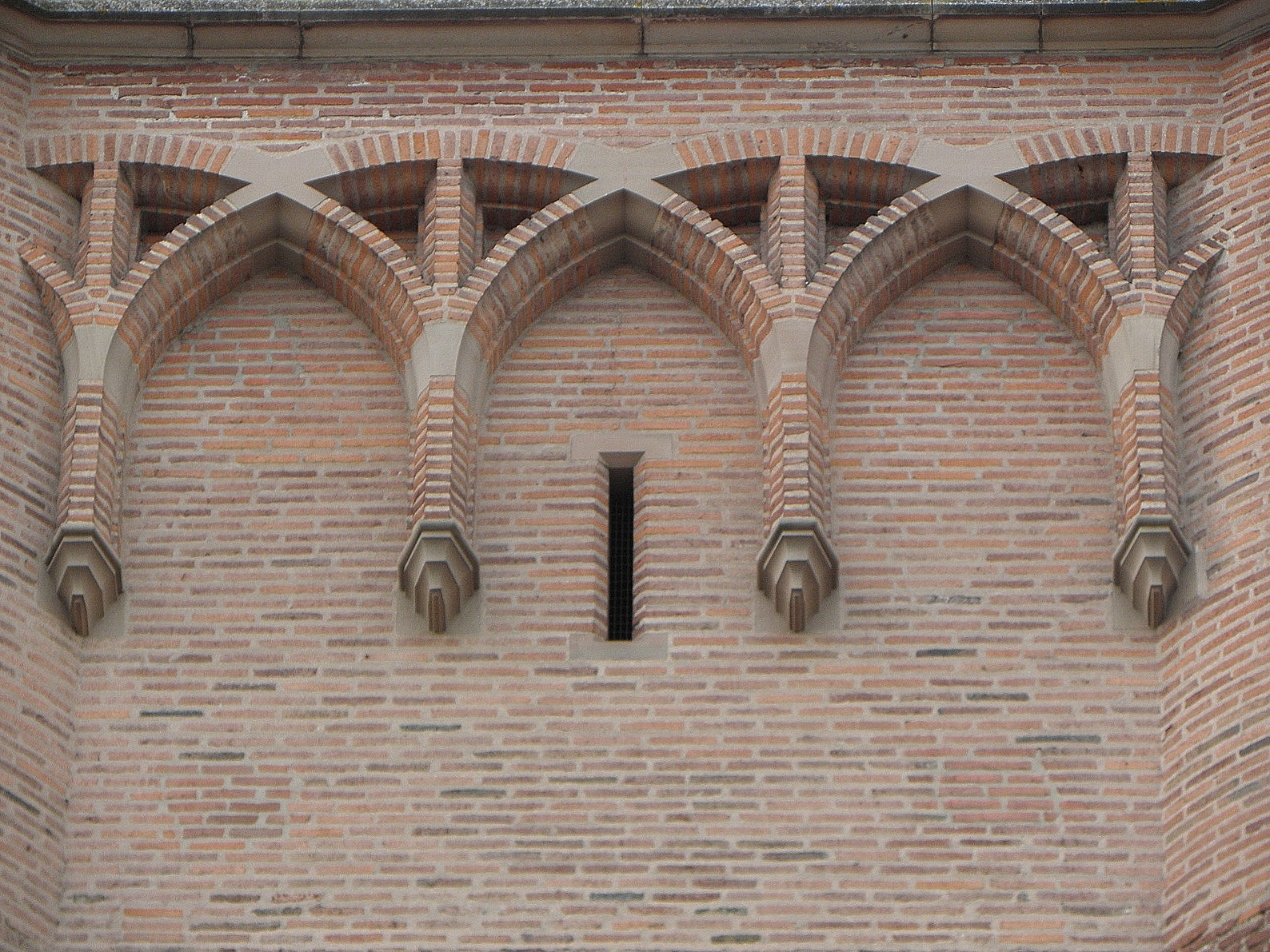
Cornisa abovedada del siglo XIX.
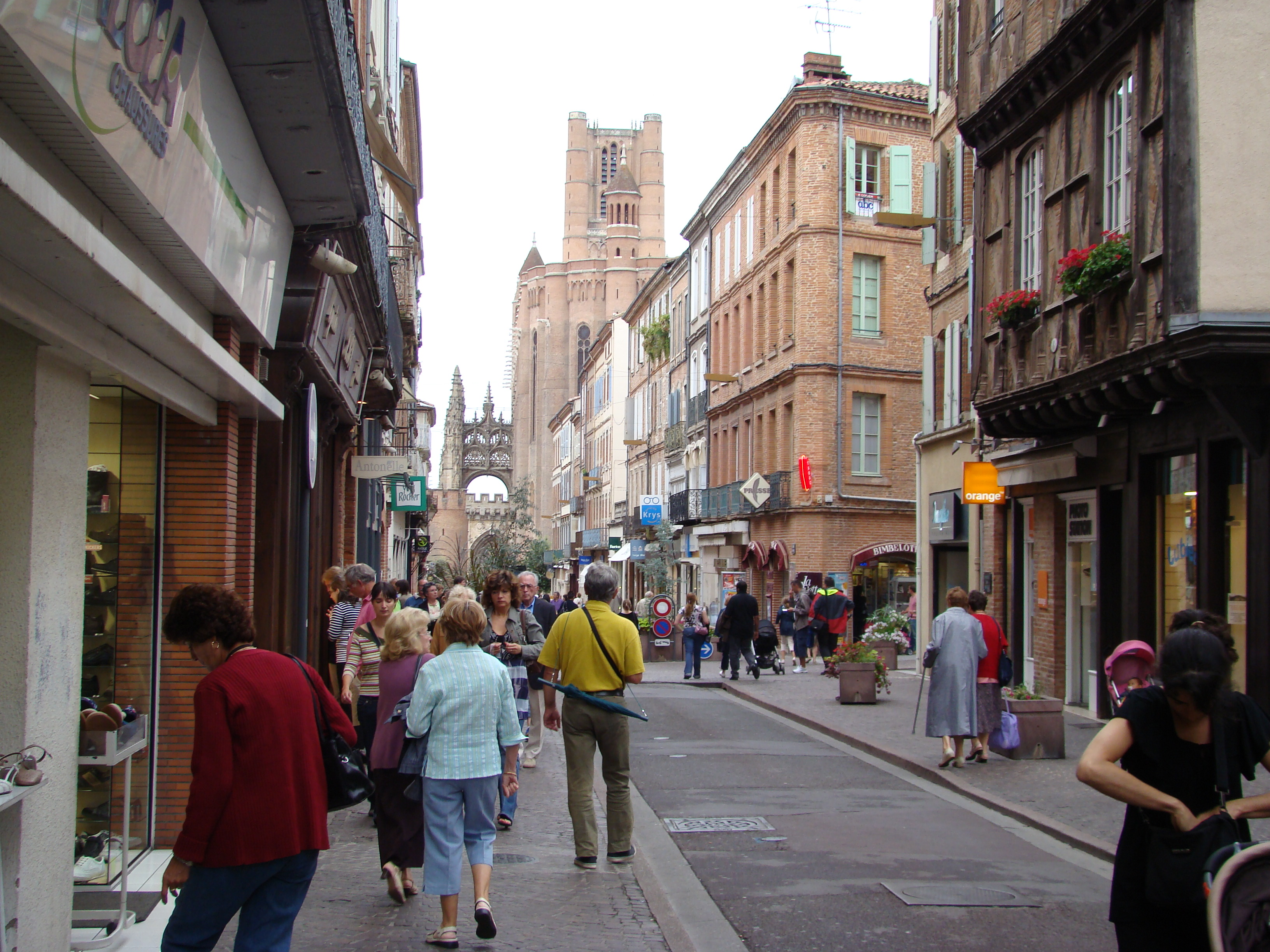
Rue Mariès, que combina el estilo medieval y neoclásico.

### Renovación en elsigloXX
Las viviendas más antiguas se están deteriorando y barrios enteros se vuelven insalubres, ocupados por una población demasiado pobre para hacer frente al mantenimiento. La situación era tan crítica al final de la Segunda Guerra Mundial que se planeó una destrucción importante para dar paso a viviendas más saludables. Finalmente, no se siguió el ejemplo de Alès (centro de la ciudad arrasado en los años 1950 y 1960). La restauración del antiguo Alby, iniciada por el doctor Pierre Amalric en los años 1960, contribuyó enormemente a la inclusión de la Ciudad Episcopal como patrimonio de la UNESCO. Durante la década de 1980 se renovó el patus cremat, barrio histórico. Se renuevan las viviendas y se fomenta el establecimiento de comercios locales.
Durante su elección en 1995, Philippe Bonnecarrère hizo de la clasificación de la ciudad episcopal de la UNESCO una cuestión importante de su mandato. Se rehace la plaza de la catedral, se renuevan las fachadas del Palacio de Berbie, pero los edificios privados siguen estando por debajo de las ambiciones del comité de la UNESCO. A principios del XXI XXI siglo, se inició una masiva operación de embellecimiento, bajo el lema «abrir las persianas del centro de la ciudad». Su objetivo es repoblar las plantas de los edificios, a menudo ocupadas únicamente en la planta baja por empresas. Los apartamentos reciben ayudas para la renovación o, en determinados casos, incluso son adquiridos por la ciudad para ser utilizados como viviendas sociales. Las fachadas han encontrado entramado de madera visto y el yeso ha dado paso al ladrillo rosa.

## Elementos
- Catedral de Santa Cecilia de Albi clasificada por la lista de 1862 como Monumentos Históricos.[15]
- Palacio de la Berbie clasificado en 1862 y 1965 como Monumento Histórico.[16]
- Puente Viejo, clasificado en 1921 como Monumento Histórico.[17]
- Burgo
- Colegiata de San Salvio clasificada en 1846 y 1922 como Monumento Histórico.[18]

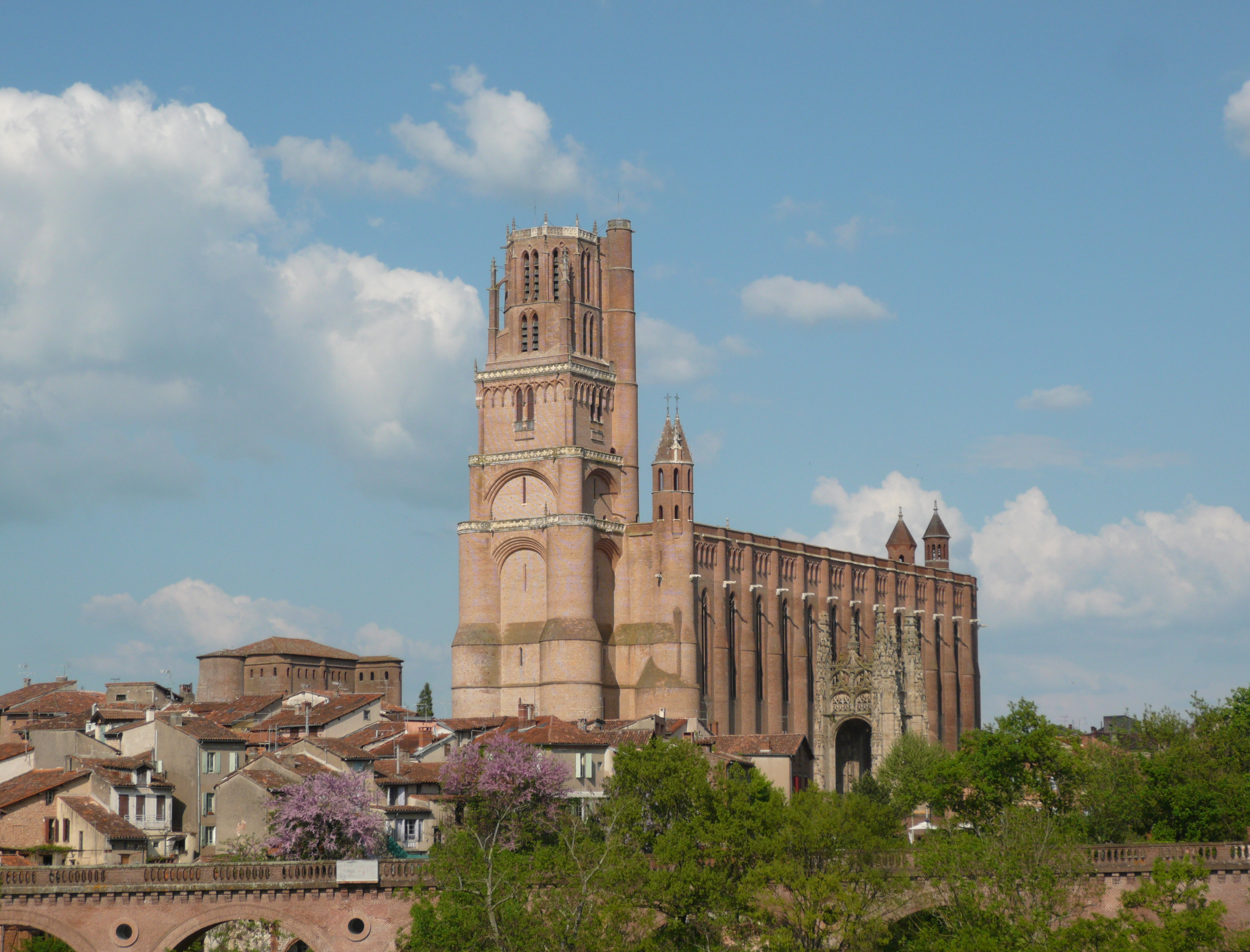
Catedral de Santa Cecilia.
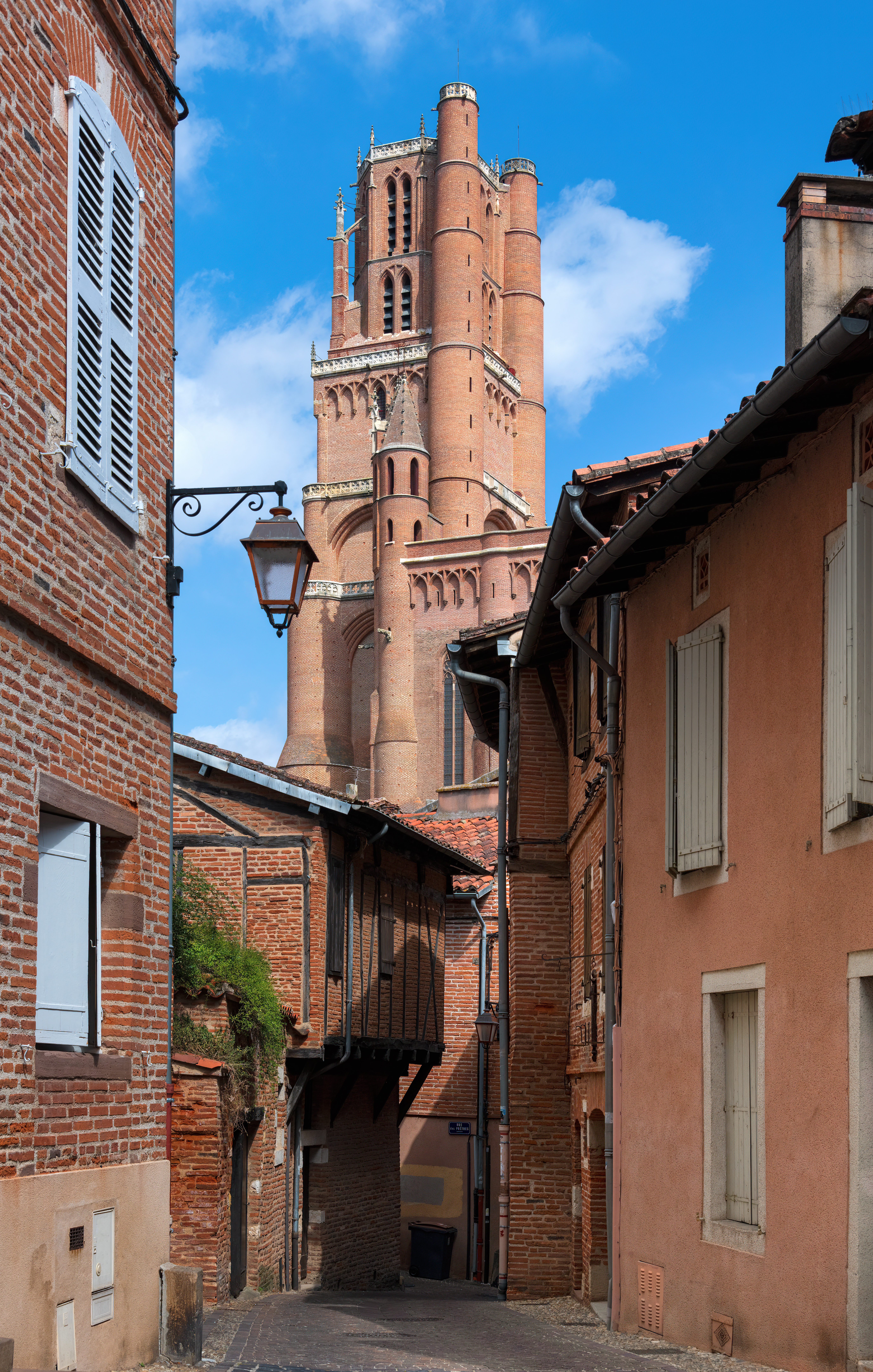
Rue des Prêtres, un callejón medieval de ladrillo rojo.
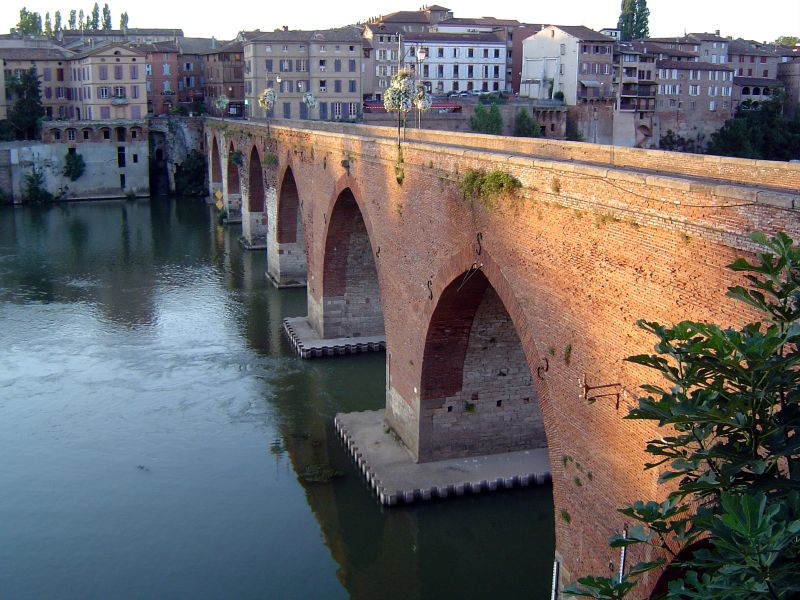
Puente viejo.
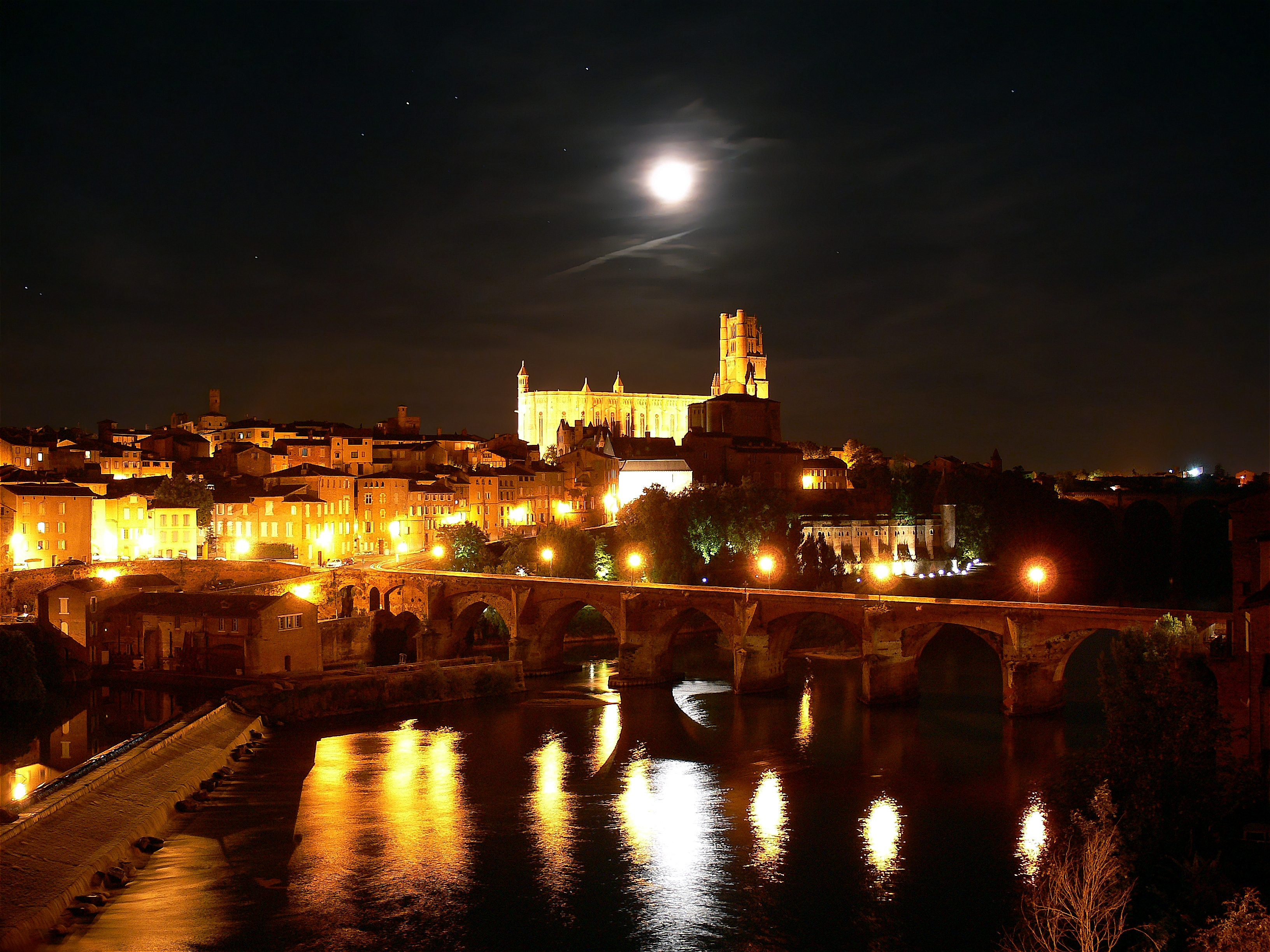
Vista nocturna de la ciudad episcopal.
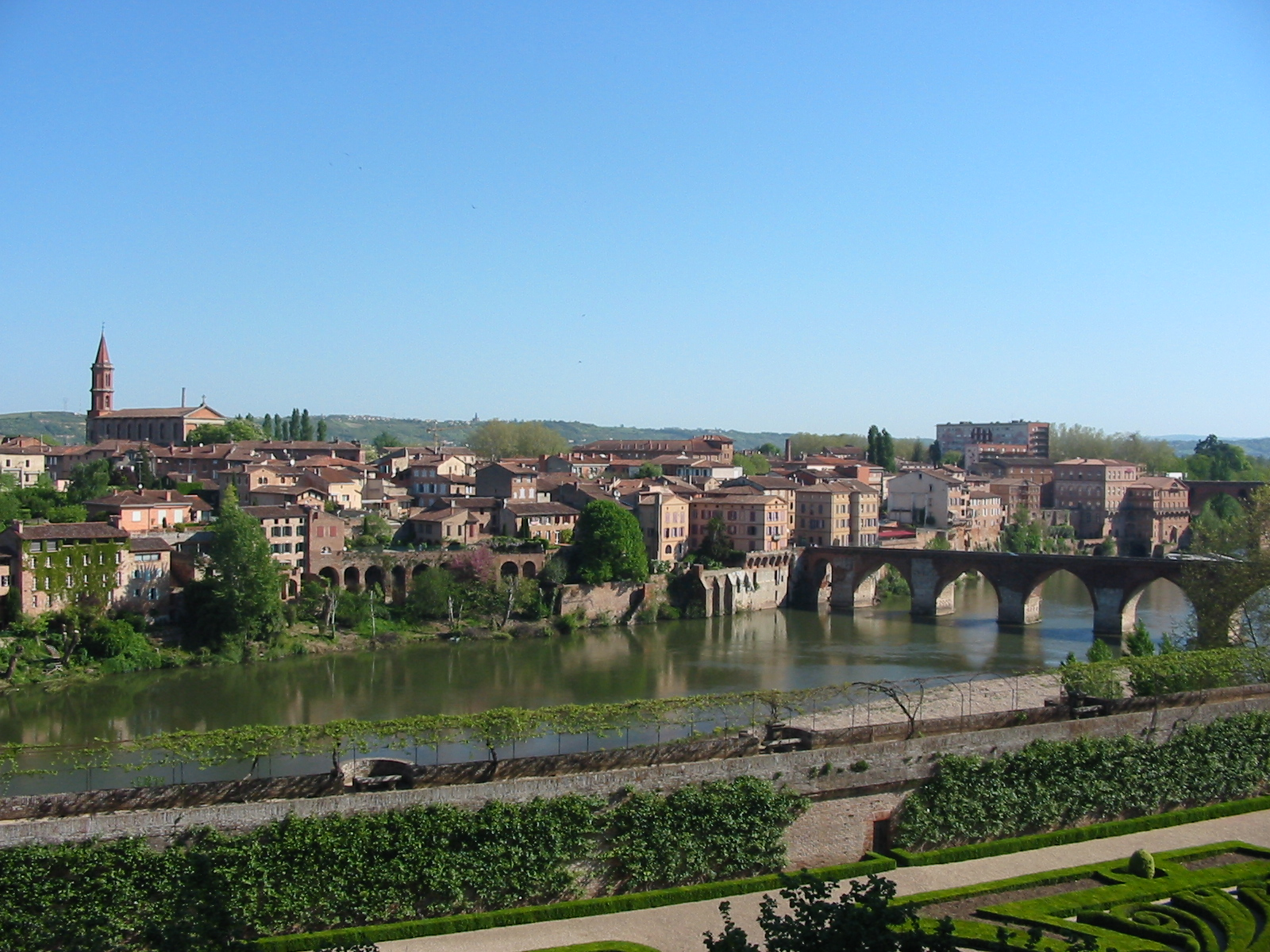
Promontorio del Tarn, jardines colgantes y puente viejo.
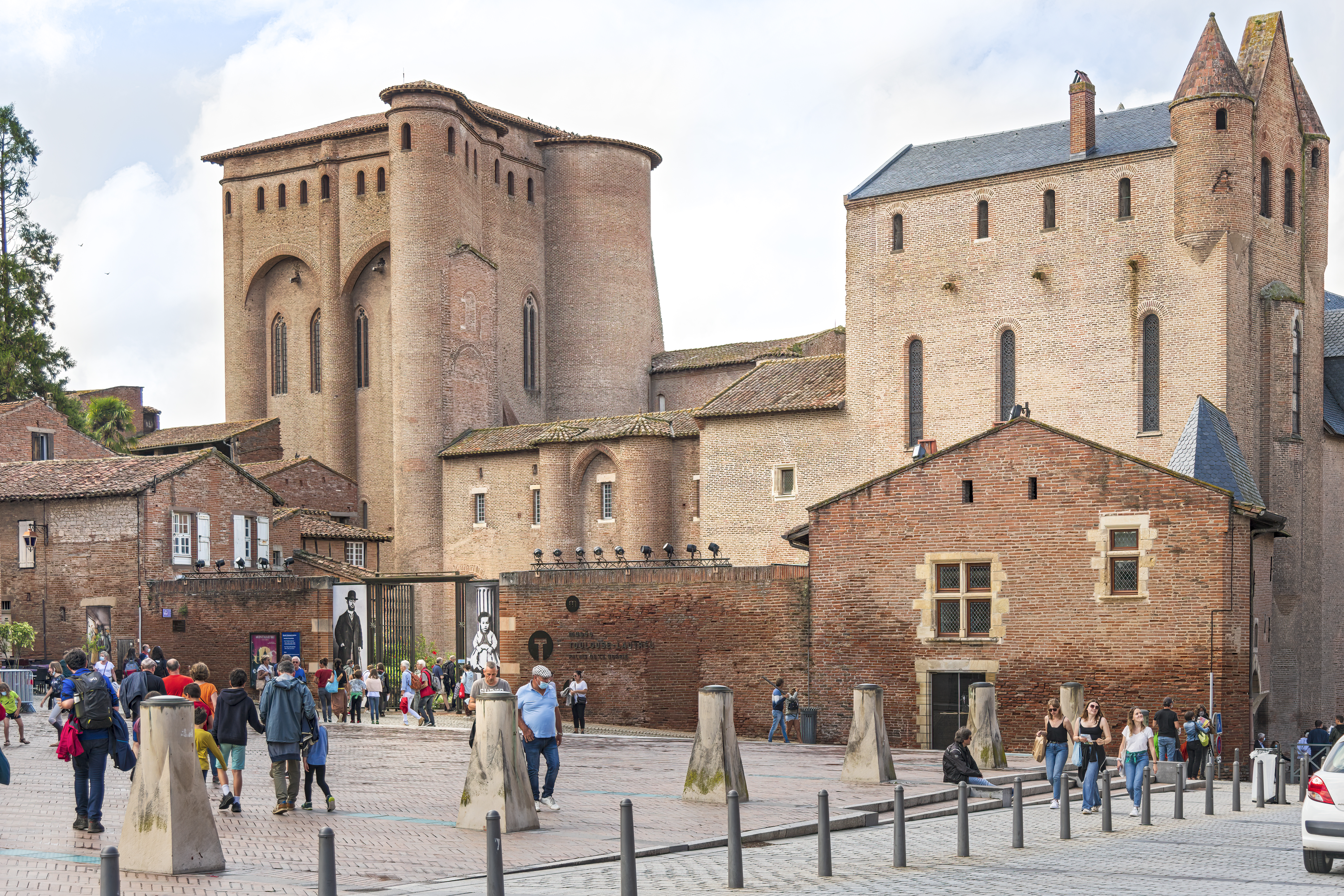
Entrada del Museo Toulouse-Lautrec
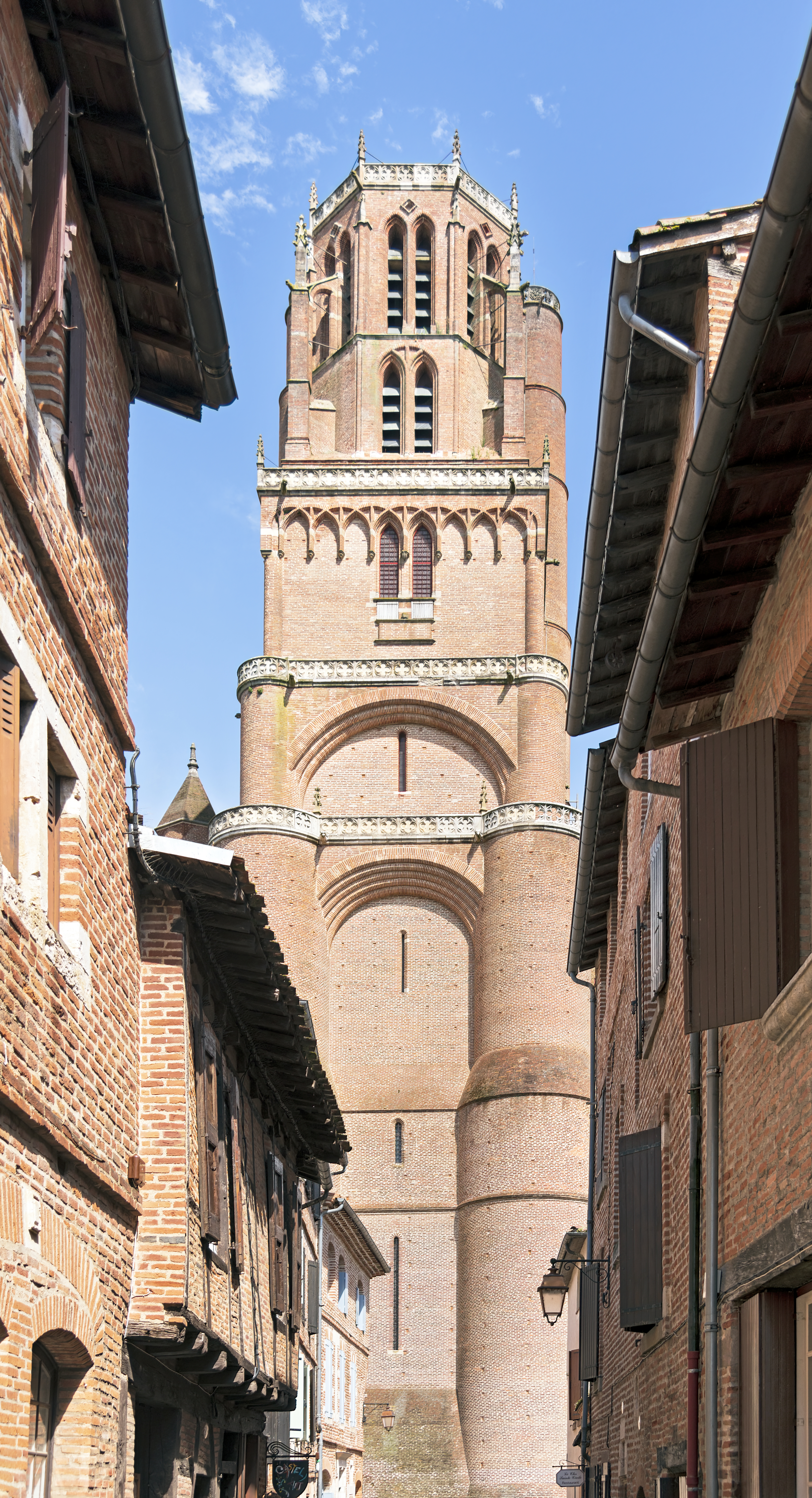
Campanario de la catedral.
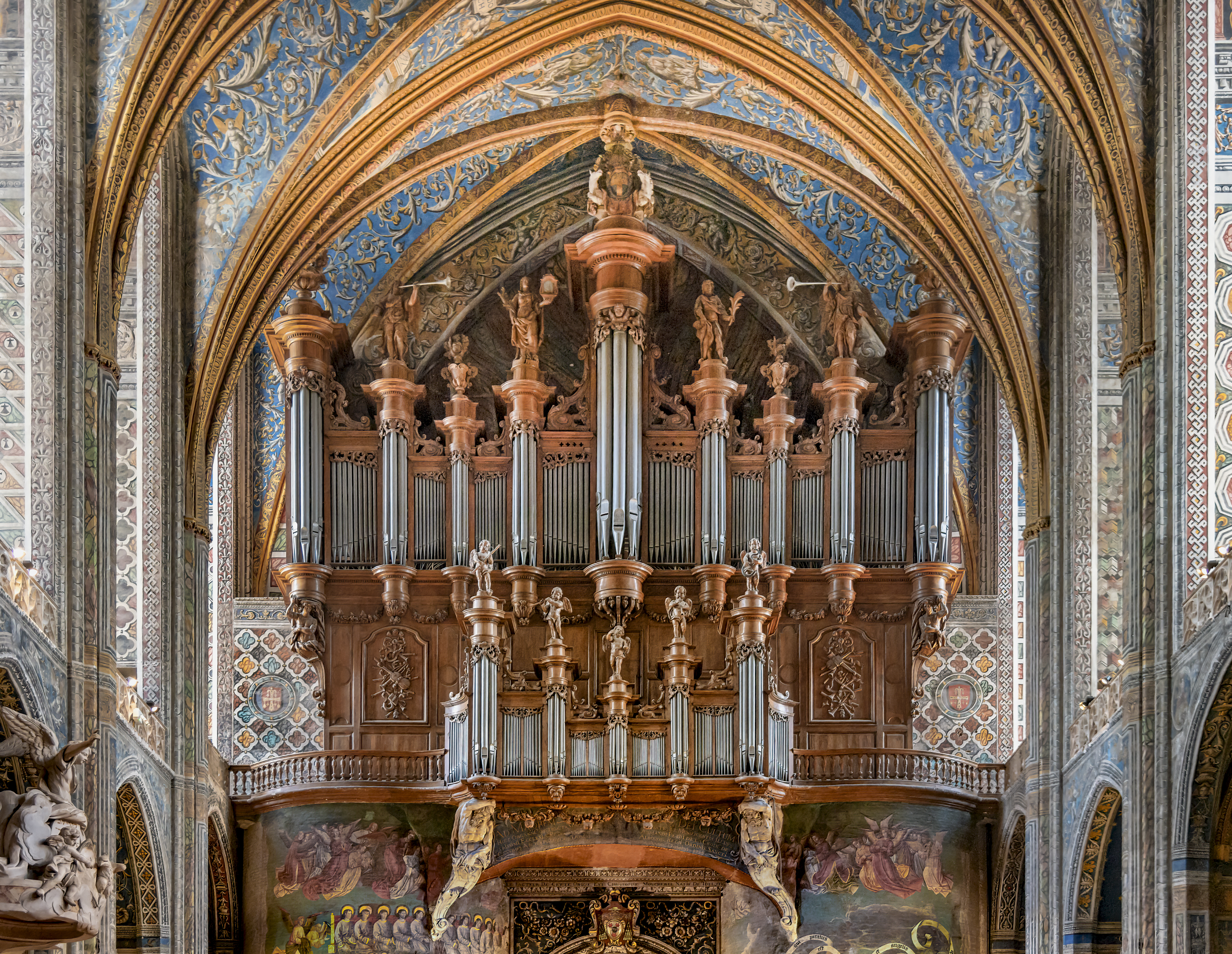
Órgano de tribuna de la catedral.
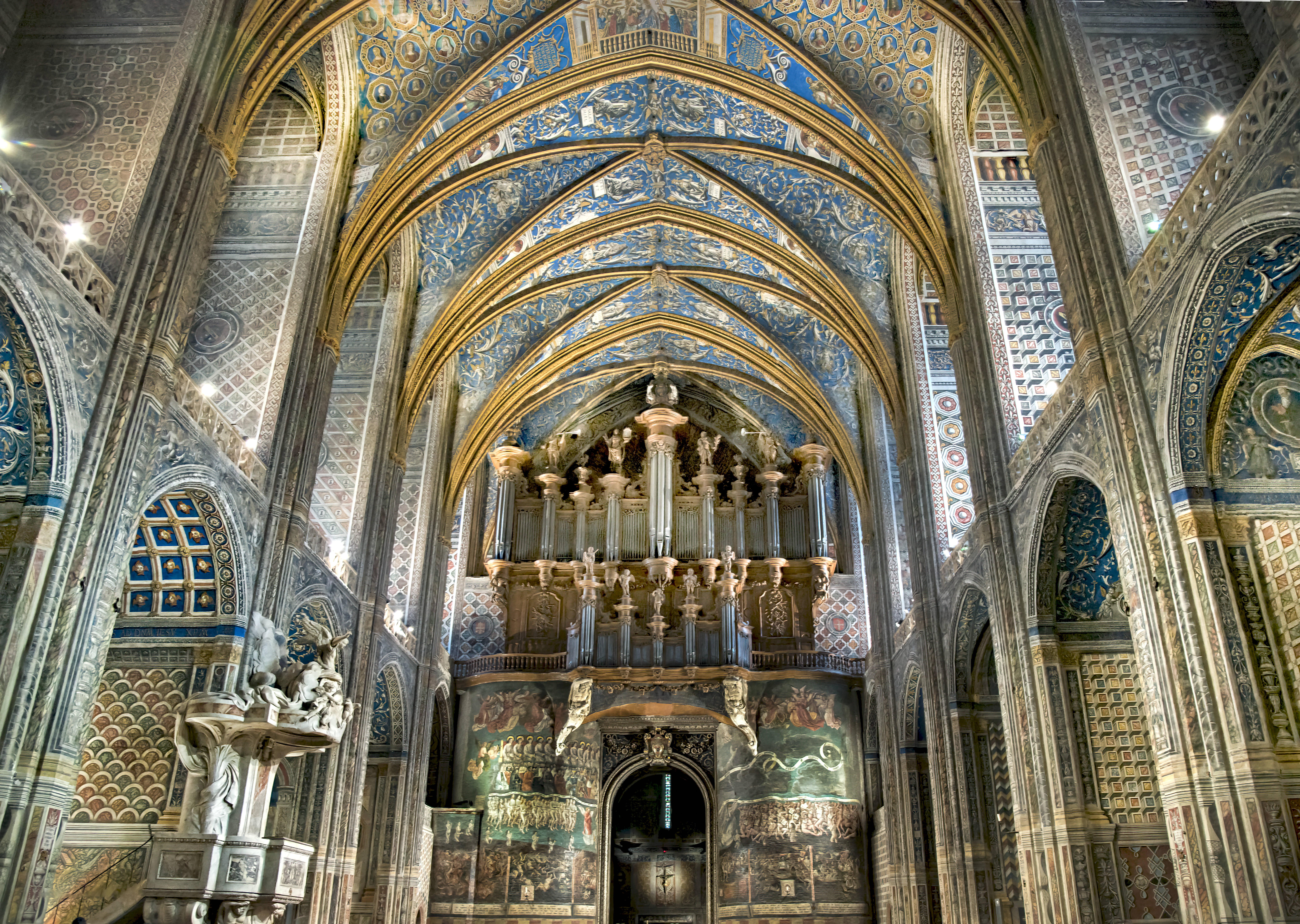
Techo de la nave y órganos de la catedral.
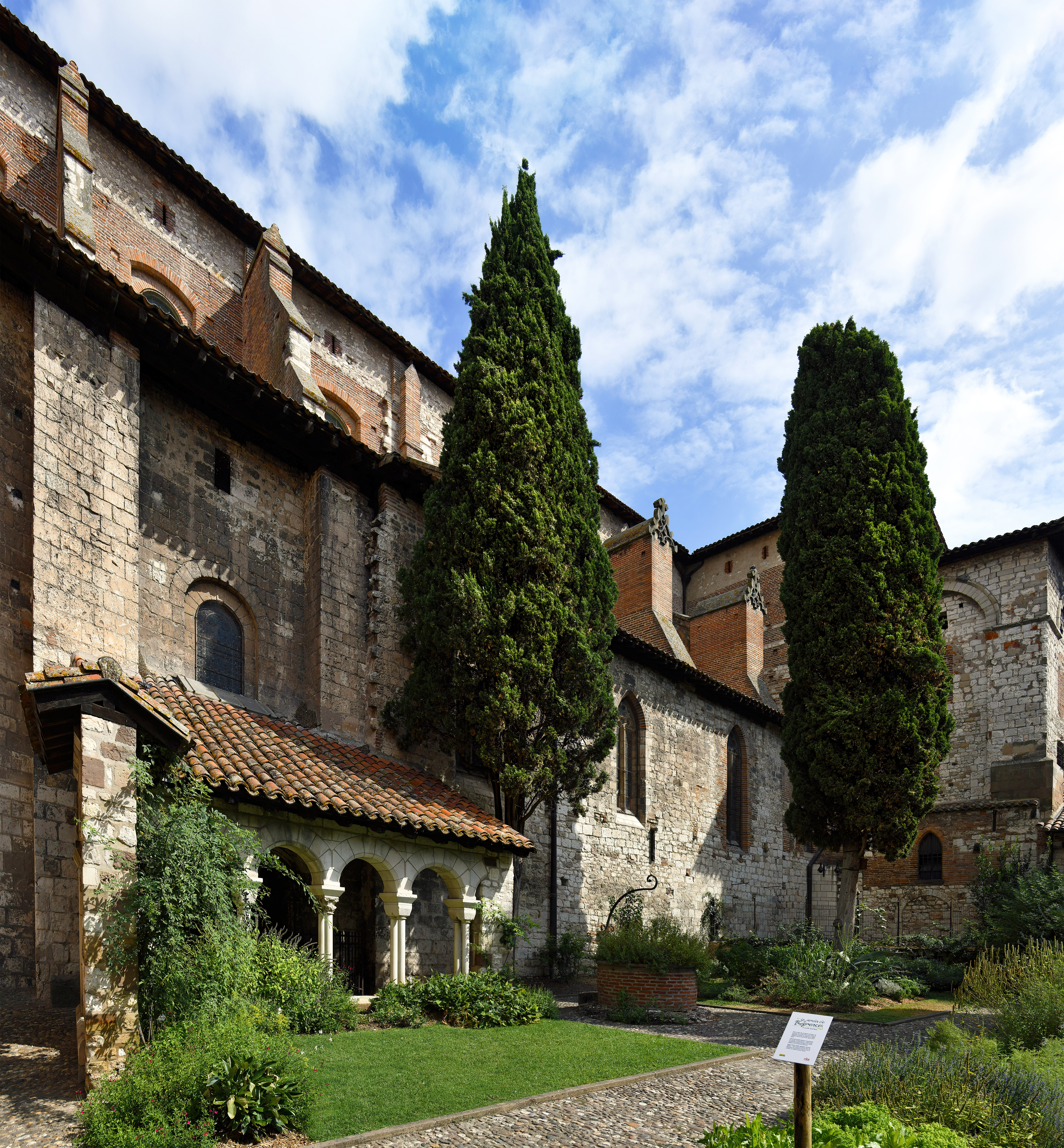
Colegiata de San Salvy vista desde el claustro.

## Personalidades vinculadas a la ciudad episcopal
- Obispos y arzobispos de Albi: poseedores de un poder espiritual, pero también temporal, han construido y enriquecido un patrimonio considerable. Entre ellos, Bernard III de Castanet, Luis I de Amboise y Luis II de Amboise tuvieron un papel importante, sin olvidar a San Salvio de Albi.
- César Daly modificó la catedral y el urbanismo de su entorno.
- Henri de Toulouse-Lautrec nació en Albi y el Palacio de la Berbie alberga el museo Toulouse-Lautrec que reúne la mayor colección del pintor en el mundo.
- El doctor Pierre Amalric, oftalmólogo, que al salvar el Viel Alby de la demolición contribuyó en gran medida a su futura clasificación como patrimonio mundial de la UNESCO.
- Philippe Bonnecarrère, alcalde de Albi entre 1995 y 2014, completó el proyecto de clasificación de la ciudad episcopal como patrimonio mundial de la UNESCO iniciado en 1996.[19]